# Serge Dutfoy
 (novembre 2018).
Serge Dutfoy est un dessinateur de bande dessinée français né le 18 avril 1942 à Jeumont.

## Biographie
Serge Dutfoy est ancien professeur agrégé en arts plastiques, qui à côté de son activité principale d'enseignant à Saint-Quentin dans le département de l'Aisne, a dessiné dans neuf albums de bandes dessinées[source insuffisante].
Il a dessiné La grande histoire du rock chez Hachette/Van de Velde, ainsi que les biographies de Glenn Miller en 2004 et Fats Waller en 2008, chez Nocturne, dans la collection BD Jazz.
Il organise le salon de la BD de Saint Quentin pour le compte de la ville.